# Burg Dollnstein
Die Burg Dollnstein, auch Tolenstein genannt,  ist eine Gipfelburg auf und um einer markanten Felsbank etwa 400 m ü. NHN am nördlichen Ufer der Altmühl in Dollnstein im bayerischen Landkreis Eichstätt. Die Bedeutung des Ortsnamens ist nicht abschließend geklärt, möglicherweise bedeutet er Stein der Tola. Die Oberburg ist als Ruine anzusprechen, die Unterburg ist vorzüglich erhalten.

## Geschichte
Die eigentlichen Ursprünge der Burg Dollnstein gehen in die Karolingerzeit zurück. Spätestens 1147 war die Burg im Besitz der Grafen von Grögling, die sich später auch nach Dollnstein und schließlich nach Hirschberg nannten. 1305 setzten sich die Grafen von Öttingen in den Besitz Dollnsteins und seiner Burg. 1360 kauften die Herren von Heideck Ort und Burg. 1440 erwarb der Eichstätter Bischof Albrecht II. von Hohenrechberg unter anderem auch Burg und Markt Dollnstein für das Hochstift Eichstätt, in dessen Besitz sie bis 1802 blieben. Durch die Säkularisation fiel die Anlage an Bayern und 1803 an den Großherzog Ferdinand III. von Toskana. 1804 wurde die Burg an Dollnsteiner Bürger versteigert und die Oberburg abgebrochen. Die Wirtschaftsgebäude der Vorburg dienten zu Wohnzwecken. Bis um 1850 standen noch Baureste der Oberburg. Teile der Unterburg werden seit 2006 umfangreich saniert. 2015 wurde dort das Altmühlzentrum eröffnet.

## Beschreibung
Der Ursprung der etwa 0,56 Hektar großen Hauptburg bildet nach archäologischen Befunden eine in das 9./10. Jahrhundert zu datierende Wehranlage, die mit einer in Holz-Erde-Bauweise errichteten Mauer befestigt war. Diese wurde wohl an Stelle einer unbefestigten Siedlung der Zeit ab etwa 700 errichtet. An dieser Stelle entstanden im 11. Jahrhundert eine erste steinerne Ringmauer und ein steinerner Wohnbau als Kern der Unterburg. Im 12. Jahrhundert wurde die Ringmauer in Teilen neu errichtet und ein noch heute erhaltenes Kammertor an der Südseite der Burg erbaut. Bei einer weiteren Bauphase während des 14. Jahrhunderts erhielt die Ringmauer unter anderem einen Zinnenkranz. 1445 wurden Wirtschaftsgebäude und Burgstallungen an die Mauer angebaut.
Von der Unterburg stehen noch das Burgtor und die an die Burgmauer halbkreisförmig angefügten, in früher Altmühl-Jura-Bauweise errichteten Wirtschaftsgebäude des späten Mittelalters, die baugeschichtlich äußerst wertvoll sind und umfassend renoviert werden. Hier soll das „Altmühl-Informationszentrum Burg Dollnstein“ untergebracht werden.
Zur Baugeschichte der Oberburg ist insgesamt wenig bekannt. Einige noch sichtbare Mauerreste sind eindeutig romanisch, vermutlich 12. Jahrhundert.
Im November 2007 wurde bei archäologischen Grabungen ein Keramikgefäß gefüllt mit Silbermünzen und anderen Edelmetallgegenständen aus der Zeit um 1370 gefunden. Die Hintergründe für die Deponierung sind unbekannt.
Zur Burg gehörte auch viel landwirtschaftliche Nutzfläche, die ursprünglich von einem sogenannten Bauhof oder Maierhof (nordwestlich der Burg gelegen) bewirtschaftet wurde. Nach dem Übergang von der Adelsburg zum reinen Amtssitz wurde 1459 der Bauhof in acht Feldlehen zertrümmert. In Dollnstein gab es bis ins 16. Jahrhundert hinein mindestens eine Waffenschmiede.

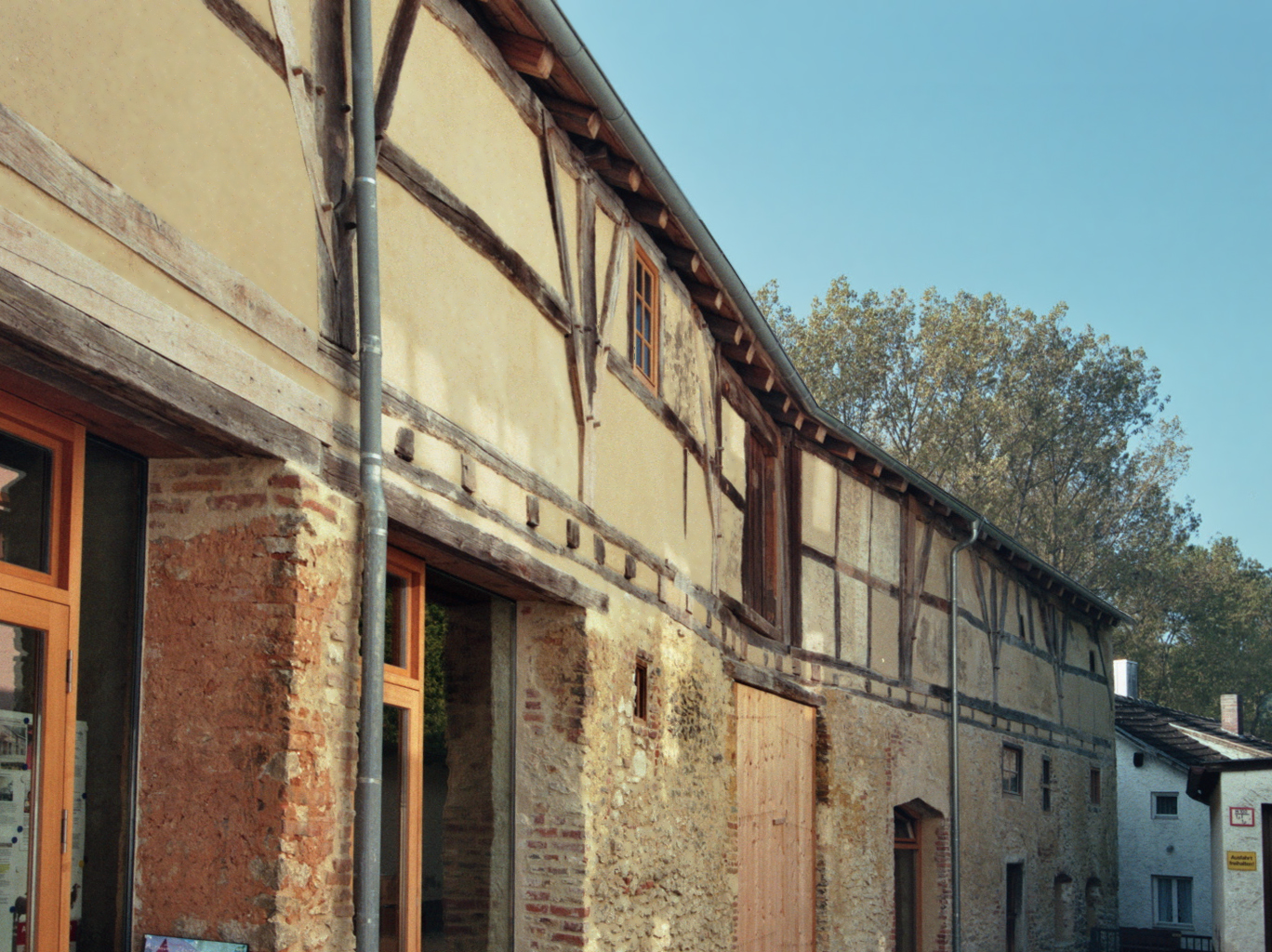
Reste der unteren Burganlage (während der Sanierung 2011)
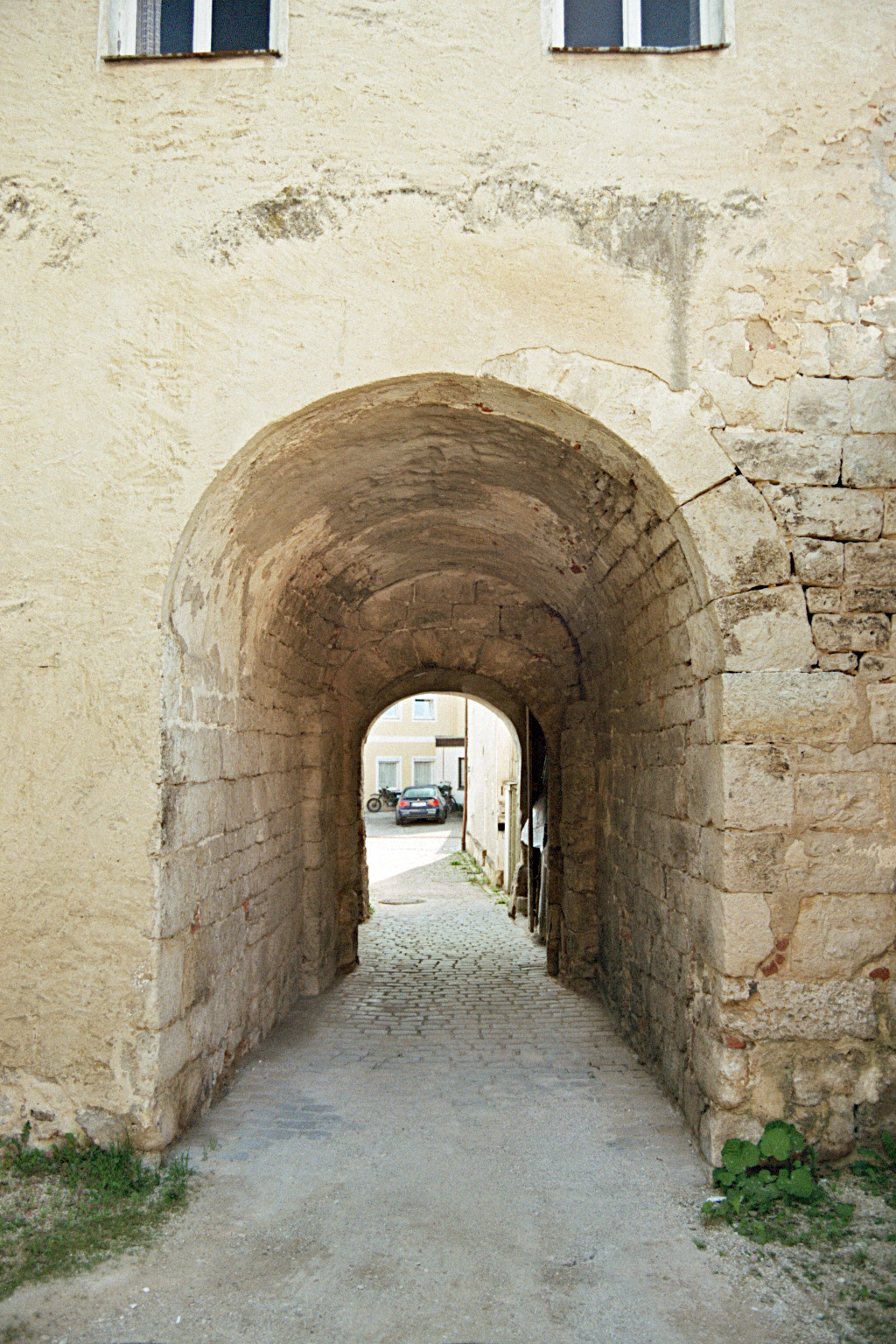
Zugang zur Unterburg
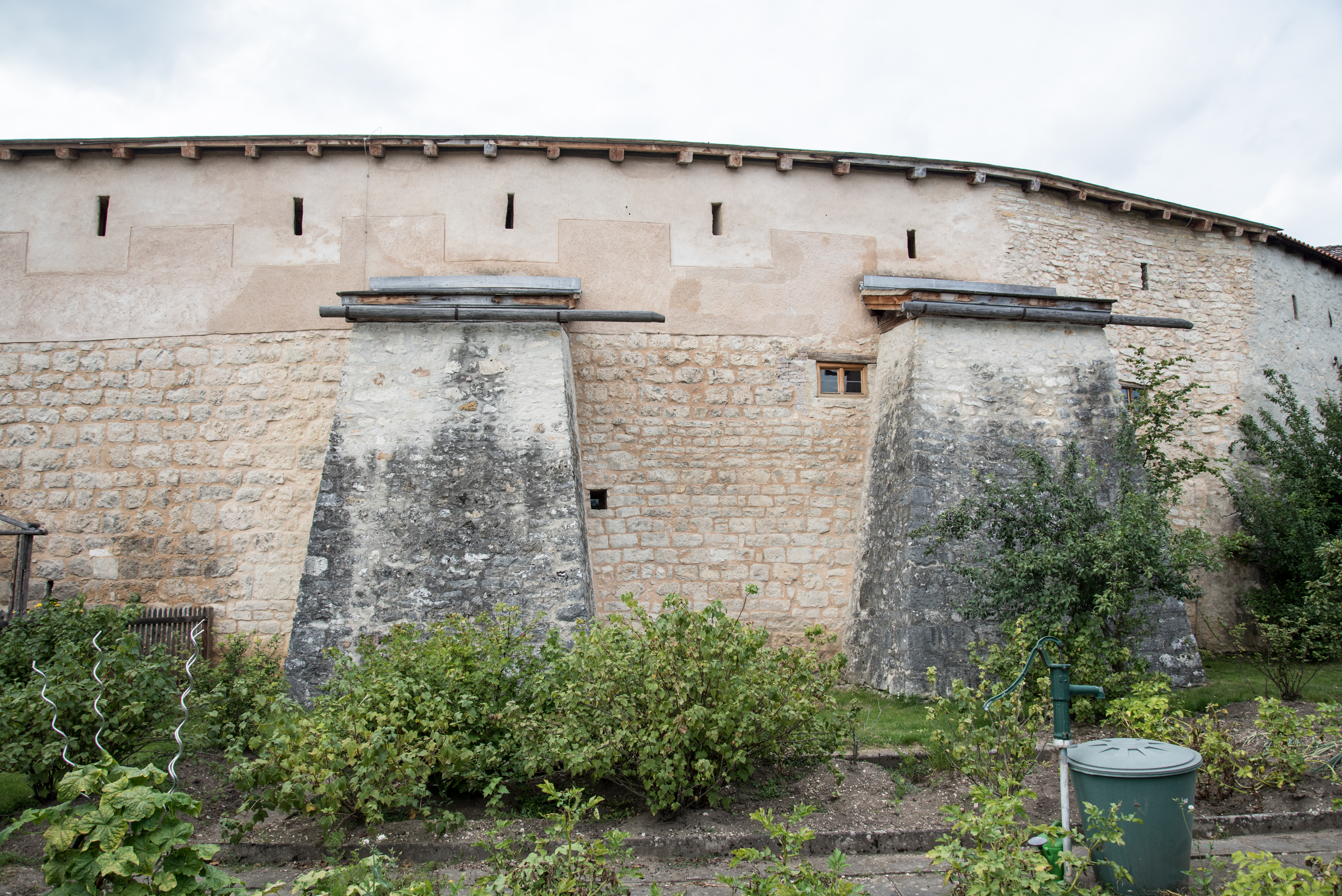
Feldseite der Befestigung
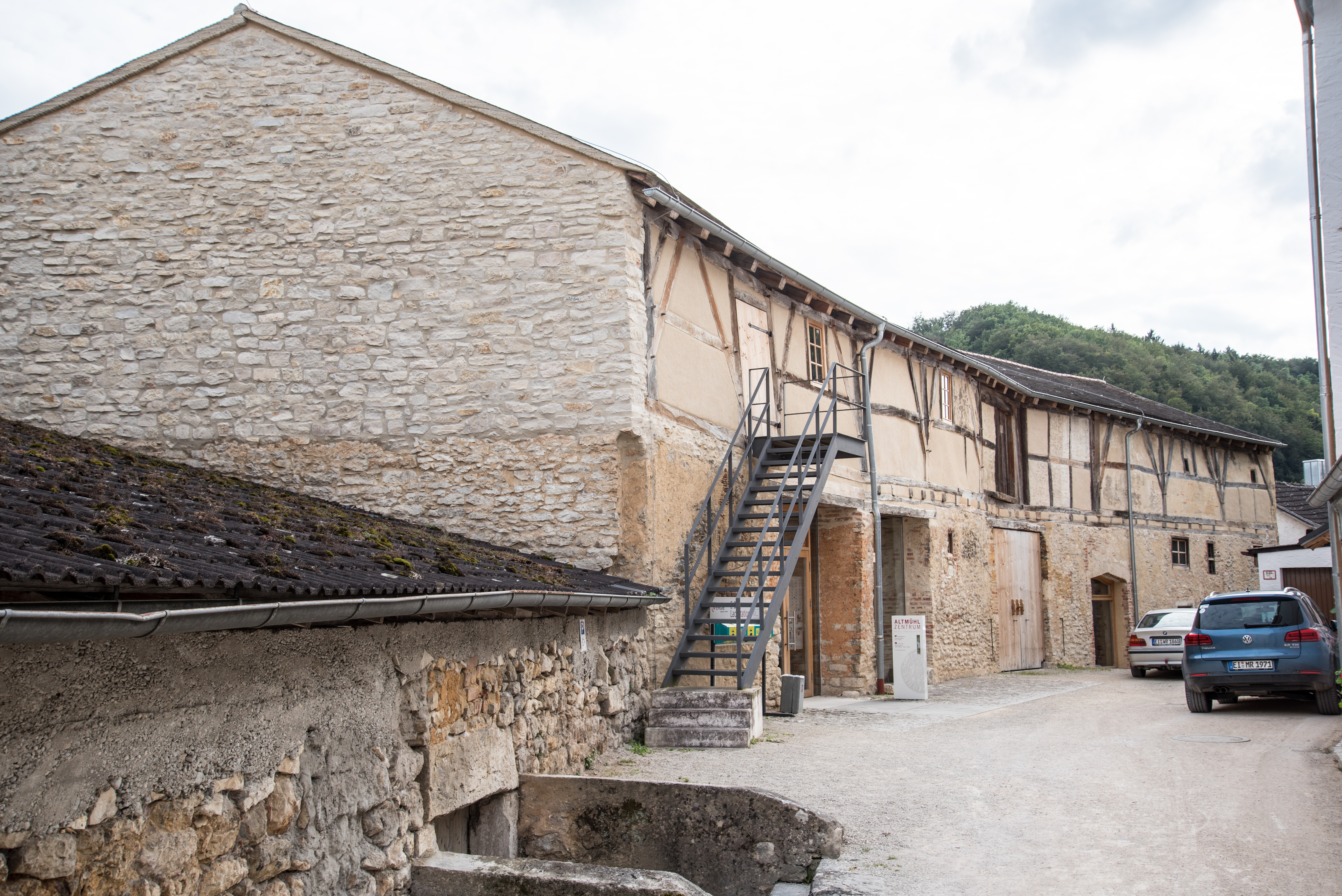
Hofseite
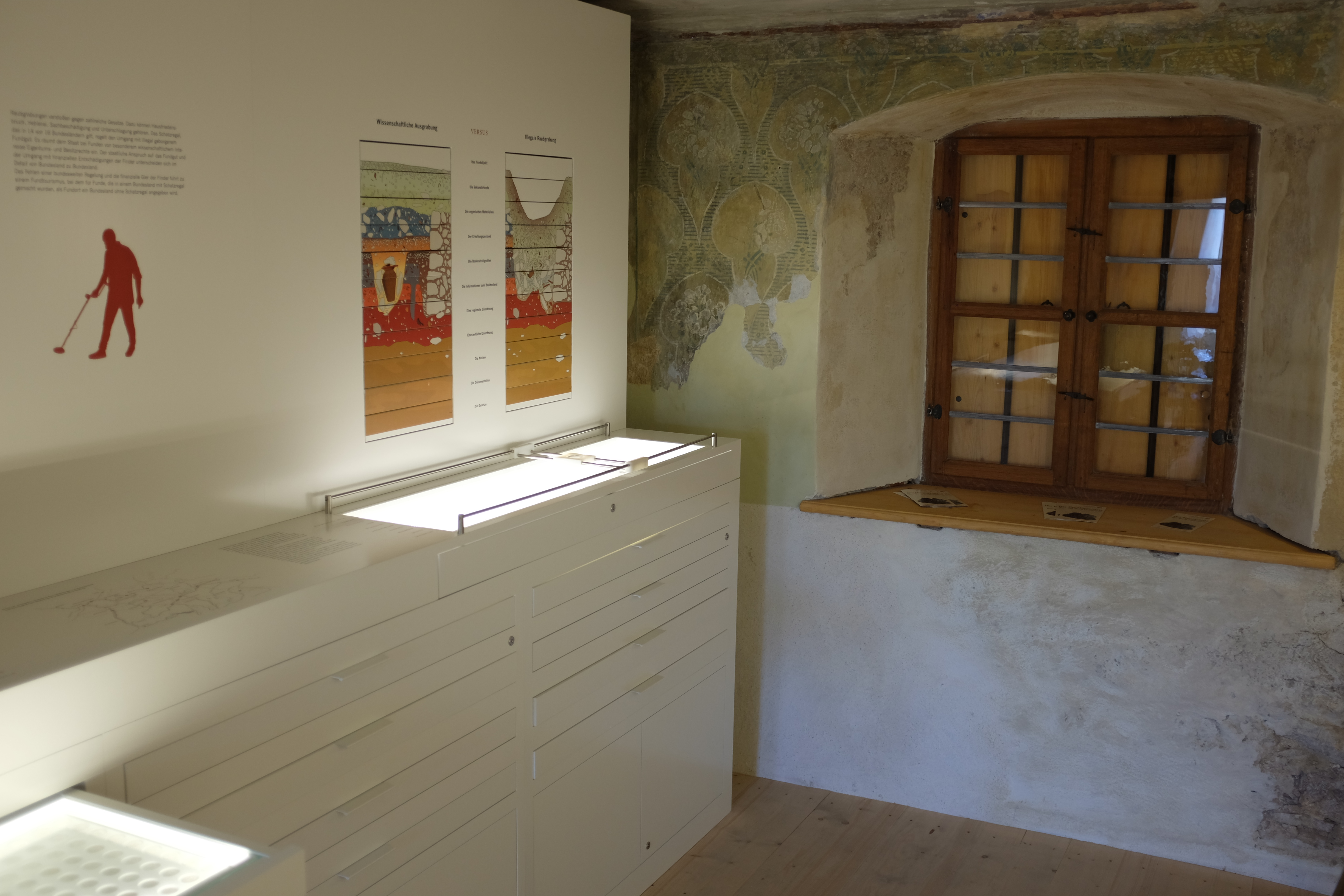
Altmühlzentrum: die Silbermünzen des 2007 entdeckten Schatzes

Die Anlage ist unter der Aktennummer D-2-61-000-479 als denkmalgeschütztes Baudenkmal von Dollnstein verzeichnet. Ebenso wird sie als Bodendenkmal unter der Aktennummer D-1-76-121-28 im Bayernatlas als „Siedlung der Bronzezeit, Siedlung des frühen Mittelalters, Burg des hohen und späten Mittelalters (Burg Dollnstein)“ geführt.